# STS-100
STS-100, voluit Space Transportation System-100, was een spaceshuttlemissie van de Endeavour naar het Internationaal ruimtestation ISS. Naast materiaal vervoerde de vlucht de bemanningsleden om te helpen met het installeren van de robotarm Canadarm2.

## Bemanning
| Positie            | Lancering                        | Landing                          |                                  |
| ------------------ | -------------------------------- | -------------------------------- | -------------------------------- |
| Bevelhebber        | Kent Rominger 5e ruimtevlucht    | Kent Rominger 5e ruimtevlucht    |                                  |
| Piloot             | Jeffrey Ashby 2e ruimtevlucht    | Jeffrey Ashby 2e ruimtevlucht    |                                  |
| Missiespecialist 1 | Chris Hadfield 2e ruimtevlucht   | Chris Hadfield 2e ruimtevlucht   |                                  |
| Missiespecialist 2 | John Philips 1e ruimtevlucht     | John Philips 1e ruimtevlucht     | John Philips 1e ruimtevlucht     |
| Missiespecialist 3 | Scott Parazynski 4e ruimtevlucht | Scott Parazynski 4e ruimtevlucht | Scott Parazynski 4e ruimtevlucht |
| Missiespecialist 4 | Umberto Guidoni 2e ruimtevlucht  | Umberto Guidoni 2e ruimtevlucht  | Umberto Guidoni 2e ruimtevlucht  |
| Missiespecialist 5 | Joeri Lontsjakov 1e ruimtevlucht | Joeri Lontsjakov 1e ruimtevlucht | Joeri Lontsjakov 1e ruimtevlucht |

## Media

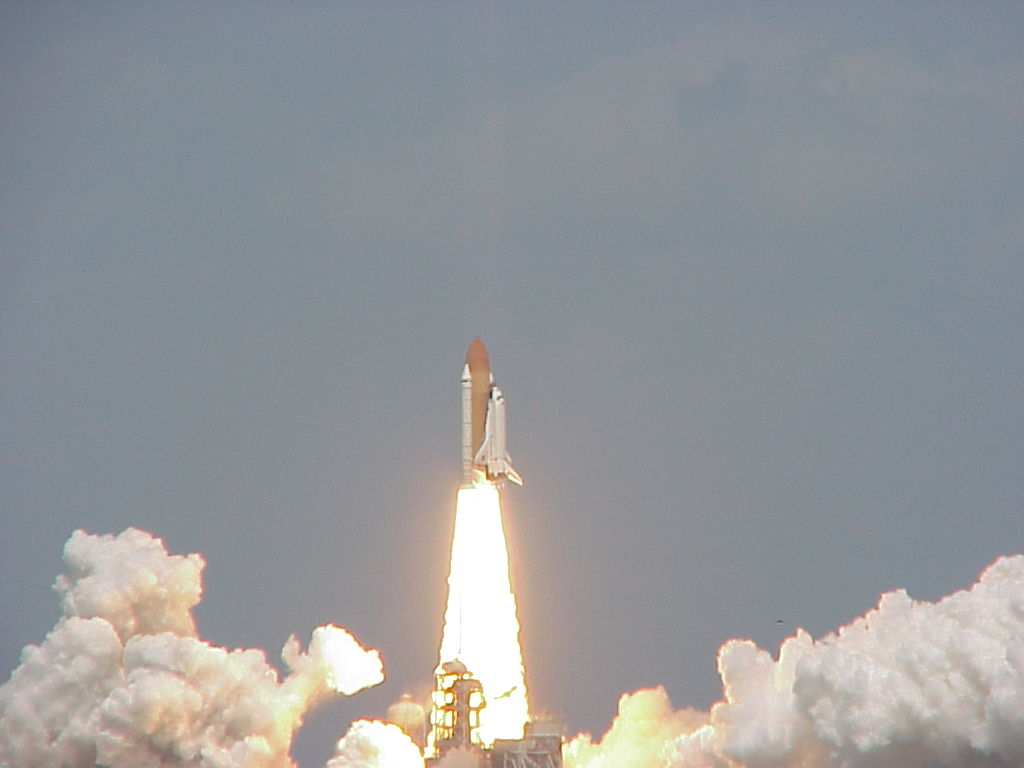
Lancering
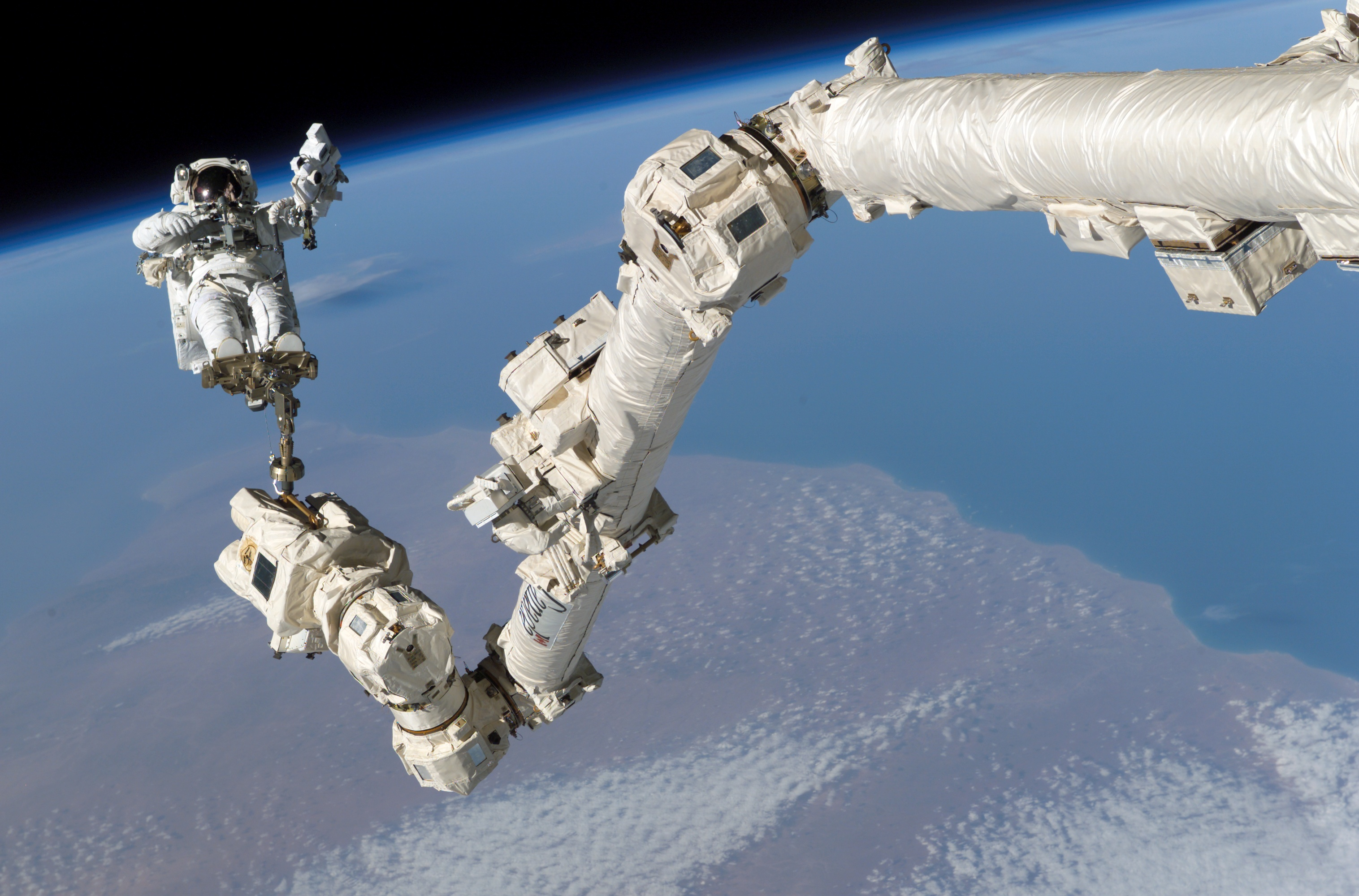
Robotarm Canadarm2 na installatie

STS-49 · STS-47 · STS-54 · STS-57 · STS-61 · STS-59 · STS-68 · STS-67 · STS-69 · STS-72 · STS-77 · STS-89 · STS-88 · STS-99 · STS-97 · STS-100 · STS-108 · STS-111 · STS-113 · STS-118 · STS-123 · STS-126 · STS-127 · STS-130 · STS-134